# Popelka (pořad)
Popelka je česká televizní soutěž premiérově vysílaná v letech 2015–2017 na TV Barrandov.
Každé kolo se vysílalo jeden týden a účinkovaly v něm čtyři ženy. V každém díle dostala jedna ze soutěžících časový limit 90 minut a 10 000 Kč na útratu za oblečení, a to na téma vyhlášené v daném týdnu. Takto postupně každý den (ve vysílání pondělí až čtvrtek) nakupovaly a oblékaly se soutěžící, které na konci dílu zbylé soutěžící zhodnotily na škále 1–10 bodů (1 – nejhorší, 10 – nejlepší). V pátek všechny modely soutěžících ohodnotil módní stylista, kterým byl nejdříve Libor Komosný, později Osmany Laffita a nakonec Filip Vaněk spolu s kadeřníkem Tomášem Arsovem. Módní stylista po zhodnocení taktéž soutěžícím přidělil body. Soutěžící, která získala nejvíce bodů, vyhrála 10 000 Kč.